# Gabriele Schuster
Gabriele Schuster (* 1. November 1956 in Pfaffenhofen an der Ilm; † 30. Oktober 2017) war eine deutsche Juristin und Richterin am Bundesgerichtshof.

## Leben
Nach Abschluss ihrer juristischen Ausbildung trat Gabriele Schuster 1984 in den höheren Justizdienst des Freistaates Bayern ein. Als Richterin auf Probe war sie zunächst beim Landgericht und später bei der Staatsanwaltschaft Landshut eingesetzt. Dort wurde sie 1988 zur Staatsanwältin im Beamtenverhältnis auf Lebenszeit ernannt. Zwei Jahre später wechselte sie an das Landgericht Landshut und war dort bis 1996 als Richterin am Landgericht tätig. Sodann wurde Schuster an das Bundespatentgericht abgeordnet und dort 1997 zur Richterin am Bundespatentgericht ernannt. Im Jahr 2005 folgte eine zweijährige Abordnung als wissenschaftliche Mitarbeiterin an den Bundesgerichtshof. Nach dem Ende dieser Abordnung kehrte Frau Schuster an das Bundespatentgericht zurück und war dort Mitglied verschiedener Senate. Zuletzt leitete sie als Vorsitzende Richterin am Bundespatentgericht einen Nichtigkeitssenat. Nach ihrer Wahl zur Richterin am Bundesgerichtshof wurde sie ab September 2010 dem vorübergehend als Hilfssenat eingerichteten Xa-Zivilsenat zugewiesen; seit 2011 gehörte sie bis zu ihrem Tod dem X. Zivilsenat an.
Gabriele Schuster ist am 30. Oktober 2017 verstorben.

## Veröffentlichungen
Gabriele Schuster war seit der 6. Auflage (2003) Mitbearbeiterin des 1936 von Rudolf Busse begründeten Kommentars zum Patentgesetz (zuletzt 8. Auflage 2016). Sie hatte außerdem seit 2011 jährlich in der Zeitschrift Reiserecht aktuell (RRa) Aufsätze unter dem Titel Aktuelle Rechtsprechung des Bundesgerichtshofs zum Personenbeförderungs- und Reiserecht veröffentlicht (teilweise gemeinsam mit Helga Kober-Dehm).

## Engagement
Die Juristin war Schulpatin des Gymnasiums Ergolding.